# Lyukszalag

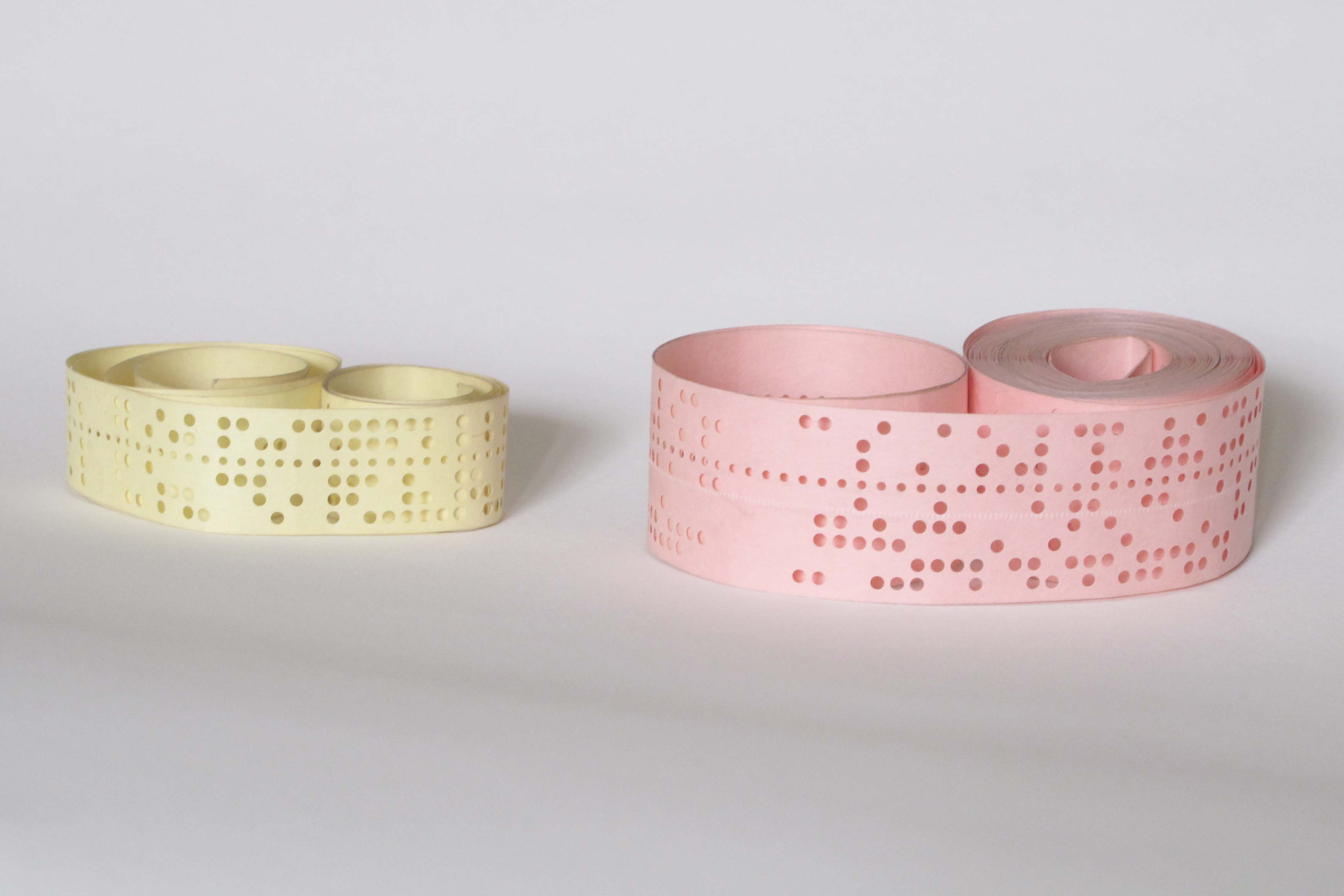
Ötcsatornás és nyolccsatornás lyukszalagok

A lyukszalag leggyakrabban perforált papírszalag, de műanyagból készült lyukszalagok is léteztek, amelyet a 20. században széleskörűen használtak a távközlésben a távgépíró (telex) gépeknél a továbbítandó információ rögzítésére, illetve a század második felétől a számítástechnikában elsődleges program- és adatbeviteli eszközként. Jelentősége az interaktív adatbevitel elterjedésével megszűnt.

## Működése
A lyukszalagolvasó mechanikusan, vagy optikailag érzékeli a szalagon található lyukakat és azokat bináris "1"  értékként értelmezi, míg ahol nincs lyukasztás, azt bináris "0" értéknek tekinti.
A lyukszalagon az azonos kódhoz tartozó lyukak a szalag hosszirányához viszonyítva keresztben helyezkednek el, és ezek számának megfelelően beszélünk 5 vagy 8 csatornás lyukszalagokról. Az információt hordozó lyukak között egy – a szalagot 3:2 (5 csatornás lyukszalagnál), illetve 3:5 arányban (8 csatornás lyukszalagnál), aszimmetrikusan felosztó – apróbb lyuksor is található, amely a korábbi gyártmányú mechanikus, illetve az elektromechanikus szalagolvasók esetében a szalag továbbítását, optikai olvasóknál a szalagnak az olvasóban az oldalhelyesség megállapítását biztosítja.

## Méretek
A lyukszalagok vastagsága általában 0,1 mm (0,00394 hüvelyk), ettől eltérő lehet nem papír anyagú (pl. mylar) szalagoknál. A két legelterjedtebb szélesség 17,46 mm (11/16 inch) az öt bites kódok esetében, és 25,4 mm (1 inch) a hat vagy több bitet tartalmazó szalagok esetében. A lyukak távolsága mindkét irányban 2,54 mm (0,1 hüvelyk). Az adatlyukak átmérője 1,83 mm (0,072 hüvelyk); a lánckerekes továbbító lyukak átmérője 1,17 mm (0,046 hüvelyk).

## Története
1901-ben alkalmazták az első lyukszalagot a szikratávíró működésének gyorsítására és biztonságosabbá tételére. A lyukszalag lehetővé tette, hogy a távirat szövegét először rögzítsék, majd egy mechanikus (később elektromechanikus) lyukszalagolvasóval a kézzel történő bevitelnél jóval nagyobb sebességgel olvashassák be. További nagy előny volt, hogy a távirat szövegét annak elküldése előtt ellenőrizhették.

### 33 csatornás lyukszalag
Volt egy a távírónál pár évvel korábbi lyukszalag alkalmazás is, ami érdekes módon túlélte a keskeny lyukszalagokat, ez a 33 csatornás, a nyomdai Monotype szedőgépek vezérlésére használt lyukszalag, amit 1887-ben Tolbert Lanston dolgozott ki. A 33 csatorna  egy 17 és egy 16 csatornás részre oszlott, amik a monóöntő matricakeret 17*16 méretű mátrixának egy pontját célozta meg, kiváltva a kiválasztott betű öntését. Voltak még kettőnél több lyukat tartalmazó kombinációk, ezek számszerű adatokat tartalmaztak, pl. a behúzásokra és a változó szélességű szóközök méretére. A XIX. század fordulóján gyártott Monotype öntőgépek, párhuzamosan a hatvanas évektől terjedő filmszedéssel (fényszedéssel) megérték az ólomszedés 1990-es évekbeli eltűnését, megőrizve a 33 csatornás lyukszalag technikát, teljesen pneumatikus, elektronikát nem is alkalmazó vezérlésével együtt.

### 5 csatornás lyukszalag

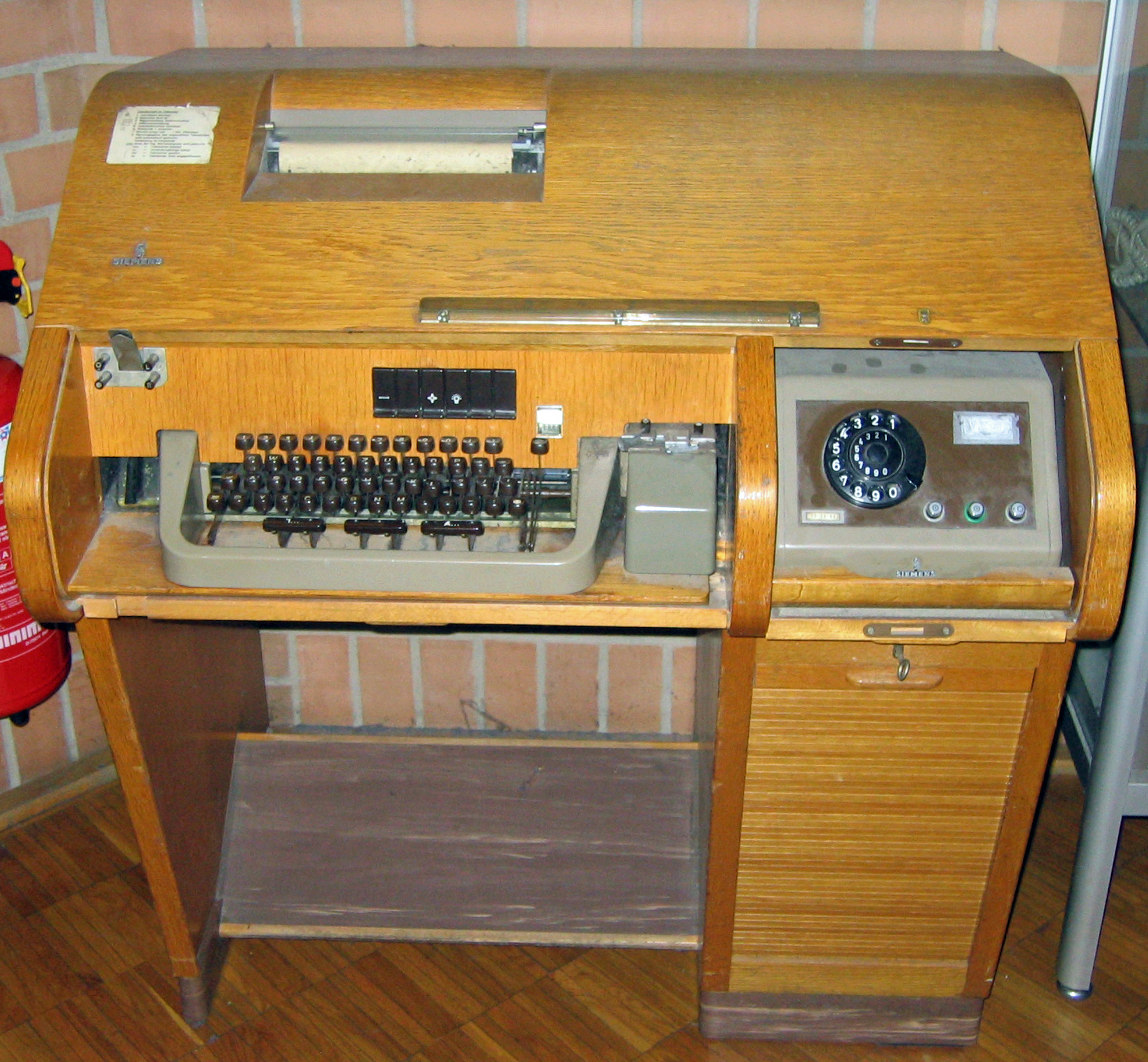
A Siemens T100 Telex. A billentyűzettől jobbra látható a szalaglyukasztó

A táviratozásban az első kódrendszert Émile Baudot vezette be, 1870-ben (1874-ben szabadalmazták). Ez az 5 csatornás telexkód, ahol a lyukszalagon, a szalag futási irányára merőlegesen 5 lyuk helyezkedhetett el. Az 5 csatornás lyukszalag maximálisan 32 (2^5 = 32) karaktert volt képes megjeleníteni, ez csak betűk rögzítését tette lehetővé.

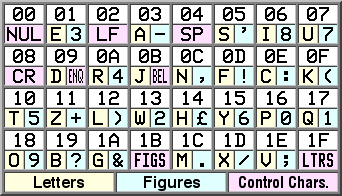
CCITT-2 (ITA2) kódtábla hexadecimális számokkal

1901-ben Donald Murray csatlakoztatta az írógép billentyűzetét egy lyukasztó szerkezethez. Ez lehetővé tette a távírász számára az üzenetek papírszalagon történő rögzítését és az üzeneteknek erről a papírszalagról történő küldését, megteremtve ezzel a lyukszalagot. Murray módosította az írógép billentyűzetét, és a Baudot-kódrendszert is átdolgozta. Bevezette az úgynevezett formázó karaktereket, mint a CR (Carriage Return = kocsi vissza) és a LF (Line Feed = soremelés). Ezeket összevont formában (CR+LF) mind a mai napig használjuk: ez a Return, illetve Enter kód. Ez a kódrendszer az ITA2, melyet 1930-ban vezették be világszerte. Az ITA2  két speciális üzemmódváltó karaktert alkalmazott: a betűváltót LTRS (11111), és a számváltót FIGS (11011). Ez lehetővé tette a 26 betű mellett a számok és más speciális karakterek megjelenítését is. Egy ilyen formázó karakter detektálását követően a  telex- vagy számítógép a következő formázó karakter érzékeléséig minden karaktert vagy számnak (speciális jelnek) vagy betűnek értelmezett.

### 6 csatornás lyukszalag
Az ötcsatornás lyukszalag nagyon leszűkítette az alkalmazható karakterkészletet, ezért igényesebb szövegkezelési feladatokhoz kidolgoztak egy 6 csatornás rendszert (a transzport-lyuk két oldalán 3-3 lyukkal) Ezzel 93 karakter volt kezelhető alapjában, de itt is voltak váltókarakterek. Ezt nevezték Teletype (TTS) lyukszalagnak. Főleg a nyomdaiparban használták a Linotype soröntő szedőgépek vezérlésére.

### 8 csatornás lyukszalag
A nyolccsatornás lyukszalag az ASCII kóddal egy időben, az 1960-as évek elején jelent meg. Az ASCII kódrendszert formálisan a Bell vállalat 1960. október 6-án jelentette be az Amerikai Szabványügyi Szervezet tanácskozásán. Az első hivatalos változatát 1963-ban publikálták.
Az ASCII kódrendszer 128 karaktert tartalmaz (2^7 =128). Ebből 33 úgynevezett nem megjeleníthető karakter. Ezeknek a nyomtatásban nem látható karaktereknek a telexgépek illetve egyéb nyomtatók vezérlésében, a szöveg formázásában volt jelentőségük.

## A lyukszalagok alkalmazása
A lyukszalagokon egyaránt lehetett programokat vagy adatokat tárolni, és azokat arról beolvasni. A lyukszalagon tárolt rövidebb programok előnye az volt, hogy a szalag két végét összeragasztva a program futtatását végteleníteni lehetett. Ennek speciális megvalósulási formája például a sornyomtatók carriage-szalagja volt, amely a nyomtatón a soremelést és a lapdobást vezérelte. Lyukszalagon tárolt, és onnan futtatott programokkal működtek a gépiparban egyes szerszámgépek (NC- és CNC-szerszámgépek) is, mivel a lyukszalag a poros és olajos környezetet viszonylag jól bírta. Az ilyen igénybevételnek kitett alkalmazásokban és a gyakran használt tesztprogramokhoz strapabíró, átlátszatlan műanyagszalagot használtak.
A számítástechnikában kötegelt feldolgozást tett lehetővé: az adatok, illetve programok rögzítése a lyukszalagon a gépi feldolgozástól elkülönülten, azt megelőzően külön eszközökön történt. Bizonyos esetekben - elsősorban más eszközökön történő későbbi továbbfeldolgozás céljából - a lyukszalaglyukasztó periféria használatával kimeneti adatok rögzítése is történt rá. Használata és kezelése azonban igen lassú, kapacitása korlátozott volt. A lyukszalagolvasó 500-2000 karaktert tudott másodpercenként feldolgozni, és egy szalagtekercs maximális hossza 300 m lehetett. A lyukak 2,54 mm sűrűséggel helyezkedtek el egymás mellett, és ezek az adatok meghatározták az egy szalagon tárolható információmennyiség maximális mértékét. Használata során problémát jelentett még az, hogy ez egy soros hozzáférésű tároló, így az információhoz csak az adatfelvitel sorrendjében lehetett hozzáférni. A számítógépek és a perifériák fejlődésével - lassúsága, alacsony tárolóképessége és a rajta szereplő adatok problémás javíthatósága, módosíthatósága miatt (teljesen újra kellett készíteni a teljes lyukszalagot, ha módosításra volt szükség) - egyre inkább háttérbe szorult. Szerepét átvették programok esetében az egyes programsorok egyszerűbb javíthatóságát biztosító lyukkártyák, adatok esetében a mágneses perifériák, majd az interaktív adatbeviteli eszközök megjelenésével alkalmazása a számítástechnikában jelentős mértékben csökkent.
Lyukszalagot még az 1980-as évek végén és az 1990-es évek elején is használtak Magyarországon, azokban a számítóközpontokban, ahol a Magyarországon gyártott ESZR gépcsalád R-10 gépeit, vagy a KFKI által gyártott TPA-gépcsalád gépeit abban az időben még működtették.

## Lyukszalag és akriptográfia
Az Émile Baudot által feltalált kódrendszert és a lyukszalagolvasók lehetőségét kombinálva, 1919. július 22-én nyújtotta be Gilbert Sandford Vernam a folyamatos titkosírásra vonatkozó szabadalmát. Szabadalma egy titkosító távírógép, amely lyukszalagon tárolt, előre elkészített, titkosító kulccsal kombinálta a bemenő szöveget, létrehozva ezzel a küldésre kerülő titkos üzenetet. A dekódoló ezt a titkos üzenetet ugyanazzal, a szintén lyukszalagon tárolt, titkosító kulccsal visszaállította az eredeti szöveggé.
Az eljárás lényege az XOR logikai művelet alkalmazása volt, amit Vernam bár nem nevezett így, de az általa elektronikus relékből összeállított szerkezet ezt a logikai műveletet alkalmazta.
Ha például az eredeti szövegben az A szerepelt, aminek a kódja: 11000 a titkosító kulcs a B 10011 Vernam titkosítása után a titkosított karakter a 01011 ami a Boudot kód kódrendszerben a G betű megfelelője. A fogadó fél a G-t és a titkos kulcsot a B-t kombinálva visszaállítja az A-t.
Az Amerikai Biztonsági Hivatal, az NSA ezt a szabadalmat tartja minden idők legjelentősebb kriptográfiai szabadalmának. Az Amerikai Egyesült Államok az 1980-as évek végéig használta a lyukszalagot, mint titkosító kódhordozót. A legutolsó változat a KOI-18 volt, mely már nyolccsatornás lyukszalaggal működött, és ennek megfelelően 128 bites titkosítási kulcsok alkalmazását tette lehetővé.

## Magyar vonatkozások
Magyarország a KGST munkamegosztásnak megfelelően gyártotta az ESZR konfigurációk lyukszalagos perifériáit. A Magyar Optikai Művek a mechanikát gyártotta és az összeszerelést végezte, míg a készülékekhez az elektronikát a BRG, az EMG és a Telefongyár biztosította.